# A Flame to the Ground Beneath
A Flame to the Ground Beneath è il secondo e ultimo album in studio del gruppo musicale svedese Lost Horizon, pubblicato nel 2003.

## Tracce
1. Transdimensional Revelation – 2:14
2. Pure – 6:25
3. Lost in the Depths of Me – 8:45
4. Again Will the Fire Burn – 4:08
5. The Song of Earth – 1:20
6. Cry of a Restless Soul – 8:22
7. Think Not Forever – 5:58
8. Highlander (The One) – 11:56
9. Deliverance – 3:27

## Formazione
- Ethereal Magnanimus – voce
- Transcendental Protagonist – chitarra
- Equilibrian Epicurius – chitarra
- Cosmic Antagonist – basso
- Perspicacious Protector – tastiere
- Preternatural Transmogrifier – batteria